# Кир Млади
Кир Млади (на старогръцки: Κῦρος, на персийски: کوروش, на древен персийски: Kūruš, на вавилонски: Kuraš, на латински: Cyrus; * малко след 423 пр.н.е; † 401 пр.н.е.) е принц от древноперсийската династия на Ахеменидите. През 405/404 пр.н.е. той започва да крои планове за сваляне на брат си Артаксеркс II Мнемон с помощта на наемни и персийски войски.

## Биография
Кир е роден вероятно в Суза. Той е вторият син на великия цар Дарий II (упр. 423 – 405 пр.н.е.) и на Парисатида, дъщеря на персийския цар Артаксеркс I. По-малък брат е на Артаксеркс II Мнемон (упр. 404 – 359 пр.н.е.). В гръцките източници той е наречен „по-младия“, за по-лесно различаване от Кир II.
Той е сатрап на Лидия, Кападокия и Фригия през 407 пр.н.е. – 401 пр.н.е. През Пелопонеската война между Атина и Спарта още много младият Кир е главен командир (karanos) в Мала Азия. През 407 пр.н.е. или 406 пр.н.е. той помага финансово със субсидии на спартанския генерал Лисандър, което допринася за победата на Спарта през 404 пр.н.е.
През зимата 405/404 пр.н.е. Дарий умира и по-големият брат на Кир Арсак се възкачва на трона като Артаксеркс II. Кир планувал убийството на Артаксеркс, но бил издаден от сатрап Тисаферн. По настояване на майка им, брат му прощава на Кир и го поставя отново като главнокомандващ в Мала Азия. Неговата резиденция е в Сарди.
В началото на 401 г. пр.н.е Кир започва настъпление срещу брат си Артаксеркс II и стига почти до Вавилон. Негов пълководец е Клеарх. Кир е убит в сражението при Кунакса (на р. Ефрат) през есента на 401 пр.н.е.
Гръцкият писател историк Ксенофонт по покана на приятеля му Проксен от Тива взема участие в похода като наемник и като пълководец. След като повечето гръцки военачалници в служба на Кир падат убити, Ксенофонт ръководи заедно със спартанеца Хеирисоф, изтеглянето на 10 000 гръцки наемници. Своите преживявания Ксенофонт описва в произведението си Анабазис.